# Sušice
Sušice (2. pád – do Sušice, 6. pád – o Sušici; též Sušice nad Otavou – název katastrálního území, německy Schüttenhofen) je město v okrese Klatovy v Plzeňském kraji, 25 km jihovýchodně od Klatov, na řece Otavě. Žije zde přibližně 11 tisíc obyvatel. Je obcí s rozšířenou působností.
Někdy na přelomu doby halštatské a laténské v 5. století př. n. l. byla oblast obydlena Kelty. Zanechali po sobě mj. Hradiště na Sedle, osídlení pokračovalo i v době římské a po příchodu prvních Slovanů. Slované zde zanechali i pohřebiště. Středověké osídlení v oblasti dnešní Sušice bylo spojeno s rýžováním zlata. Od dob Přemysla Otakara II., který město v roce 1273 založil, bylo správním centrem Sušicka. Rozvíjelo se díky Zlaté stezce (zejména v 16. století), v 1. polovině 19. století se zde začal objevovat průmysl.
Ve městě s hypotetickým keltským názvem Setuakaton (tento název však možná označuje nedaleký kopec Sedlo) má význam hlavně dřevozpracující, papírenský a strojírenský průmysl. Typická byla výroba sirek firmou SOLO Sušice, která byla ovšem roku 2008 ukončena. Historické centrum je městskou památkovou zónou s radnicí uprostřed náměstí. Na náměstí je taktéž jedna z budov Muzea Šumavy. Na 845 metrů vysokém vrchu Svatobor západně od města se nachází 32 metrů vysoká rozhledna.

## Historie

### Osídlení před založením města
Přírodní podmínky v oblasti dnešní Sušice nebyly příliš nakloněny masivnějšímu osídlení. Archeologické nálezy doložily lidské osídlení pravděpodobně již ve starší době kamenné. Další nálezy pocházejí z mladší doby kamenné, mladší doby bronzové (osídlení v této době dokládá například i bronzový hrot kopí, který byl nalezen na náměstí) a starší doby železné.

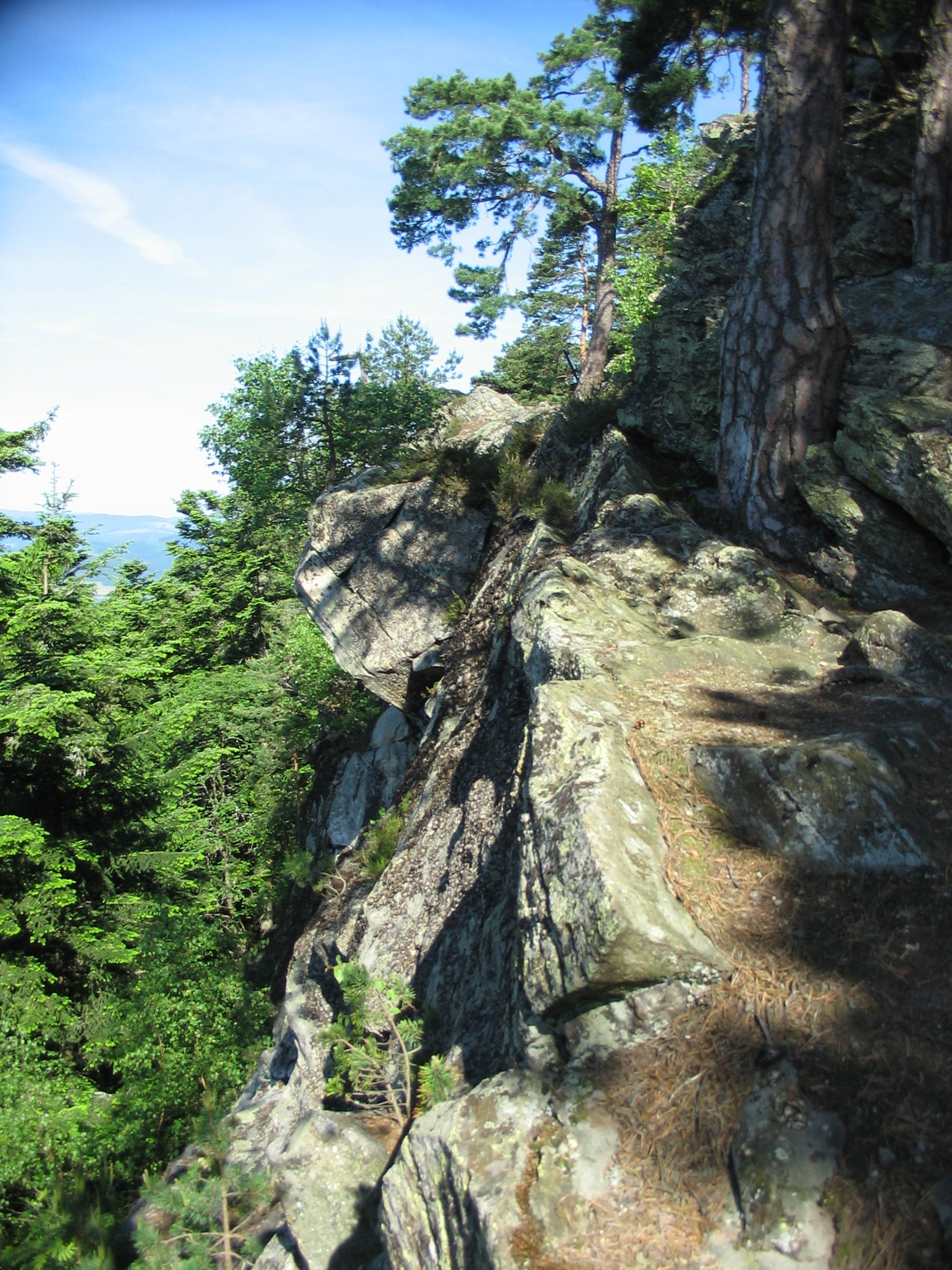
Skalnatý sráz vrcholu Sedla byl součástí keltského opevnění

Koncem posledně jmenovaného období se zde usadili Keltové. Jejich velké hradiště zbudované v 5. století př. n. l. na hoře Sedlo po staletí jako opevněné útočiště, a to nejen samotným Keltům, ale i pozdějším obyvatelům oblasti (Germánům v době římské a později Slovanům). Pozůstatky této několikahektarové pevnosti jsou patrné dodnes. Dochovaly se rovněž keltské zlaté mince, pocházející z doby laténské. Je možné, že drahý kov byl již tehdy získáván z Otavy.
V 6. století se na Sušicku začali zabydlovat Slované a hustota zalidnění postupně rostla. Vytvořili zde řadu zemědělských sídel a několik rýžovnických osad podél Otavy. Na území dnešního města šlo například o osadu v Nuželicích (dnes východní okrajová část Sušice) nebo o osadu při úpatí Svatoboru. Na místě dnešního areálu továrny PAP byly nalezeny zbytky kostrového pohřebiště, které zde Slované vytvořili pravděpodobně v 10.–11. století.
Osada Sušice byla pravděpodobně založena kolem roku 790, nejstarší písemná zmínka o ní však pochází až z roku 1233. Někdy ve 12. století se území stalo součástí Bavorska pod vládou rodu Bogen. Méně jasné je, jak k tomu došlo. Některé zdroje uvádí, že král Vladislav II. věnoval území Sušice a Albrechtsriedu (Albrechtic) nově vzniklému klášteru ve Windbergu, k tomu mělo dojít roku 1142. Podle jiných zdrojů připadlo území Bavorsku po sňatku Vladislavovy vnučky Ludmily, dcery knížete Bedřicha, a Alberta III. z Bogenu (k tomu došlo v 80. nebo 90. letech 12. století). Další možností je sňatek Svatavy, dcery Vladislava I., a Fridricha z Bogenu roku 1124.
Kromě zlata zvyšovala význam Sušice (za bavorské nadvlády pod názvem Schüttenhofen) i výhodná poloha na obchodní trase, později tudy vedla i Zlatá stezka.

### Počátky města
Kolem roku 1257 obsadil Sušicko budoucí král Přemysl Otakar II. V následujících letech nechal u řeky vybudovat nové město. Roku 1273 bylo Sušicko připojeno zpět k Českému království a Sušice se stala královským městem. V roce 1322 byly dokončeny městské hradby, které nechal zbudovat Jan Lucemburský. Ten také o dva roky později potvrdil Sušici výsady královského města. Z této doby se kromě malých zlomků hradeb dochovala i kamenná deska s nápisem připomínajícím jejich zhotovení, která je v současnosti umístěna na radnici ve zdi za hlavní vchodem. Sušice byla po zchátrání hradu Prácheň důležitým opěrným bodem v Prácheňském kraji.
Karel IV. ještě vylepšil pozici města tím, že jej zařadil mezi města, která nesmějí být zastavena nebo zcizena koruně. Roku 1356 získala Sušice mílové právo a v roce 1372 právo na vybírání mýtného. Karlův nástupce Václav IV. k tomu připojil právo na konání týdenního výročního trhu ve svátek Nanebevzetí Panny Marie. Z 6. června 1405 pochází list, ve kterém Sušičtí slibují věrnost králi a maximální podporu v rámci jeho sporů se šlechtou.

### Husitské války
Sušice patřila k městům, která husitské hnutí významně podporovala. Byla součástí táborského městského svazu. Sušičtí například roku 1425 pomohli dobýt Švihov, účastnili se obléhání Plzně roku 1426, hradu Zvíkova v roce 1429 a mnoha dalších akcí. Po bitvě u Lipan se Sušice podřídila zemské jednotě. Sušičtí zástupci se pak účastnili jednání, na kterých byla přijímána basilejská kompaktáta.

### Rozkvět města v 16. století

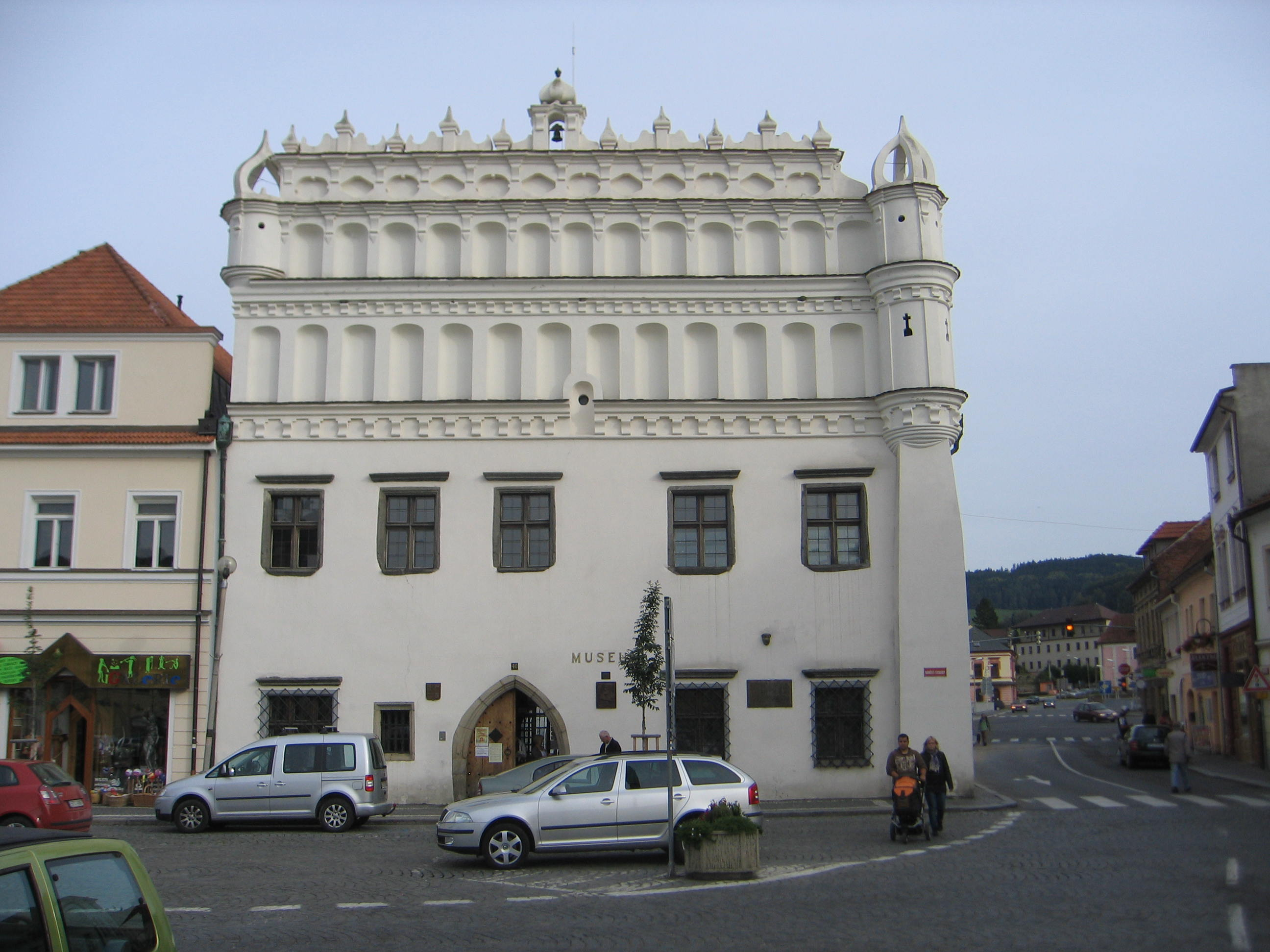
Gotický Voprchovský dům s renesančním štítem, dnes Muzeum Šumavy

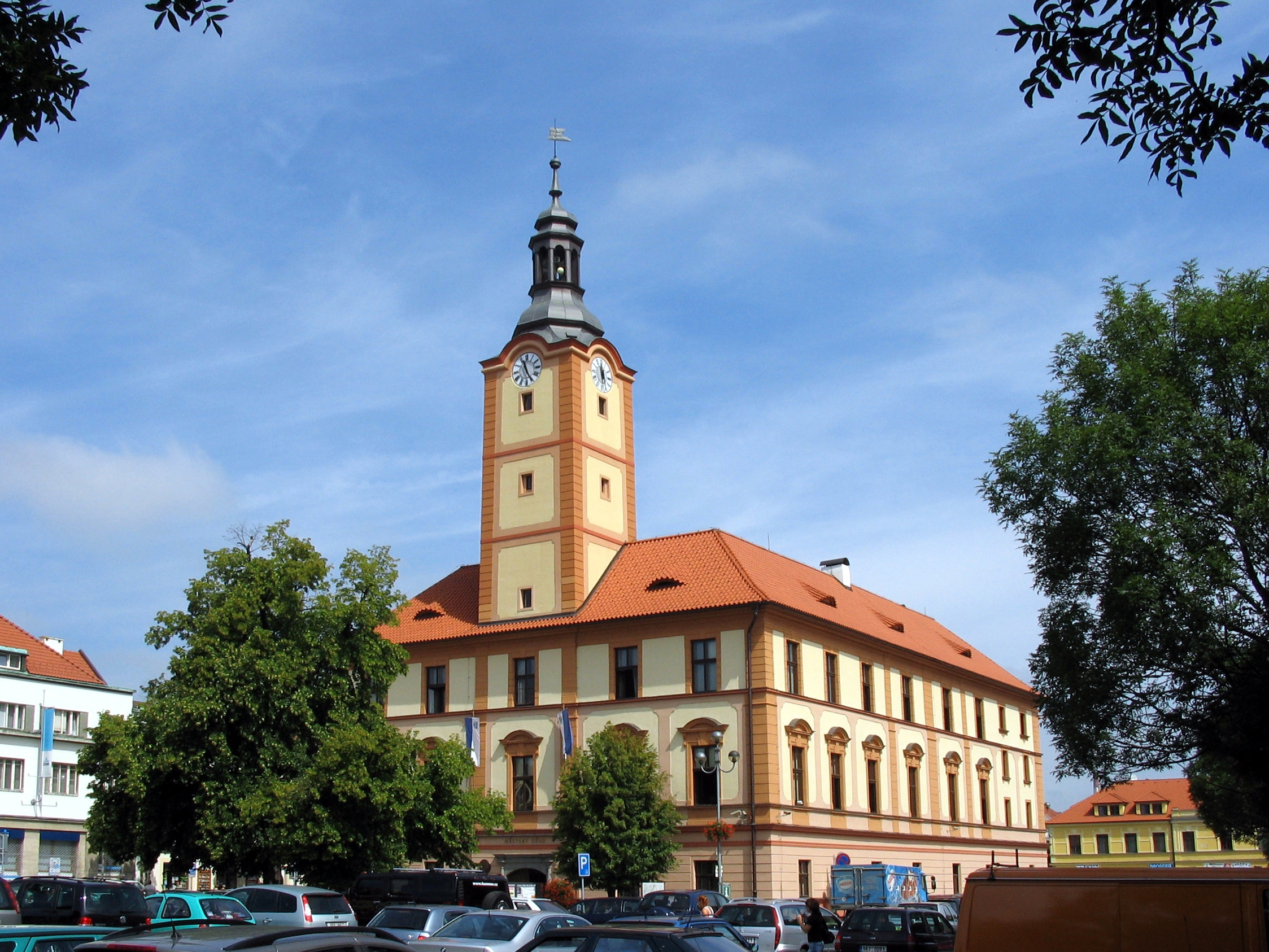
Radnice s 31 m vysokou věží na náměstí Svobody

Sušicko ztratilo něco ze svého někdejšího významu. Bohaté zdroje drahých kovů se z větší části vyčerpaly a krajina Sušicka neposkytovala mnoho dalších možností k hospodářskému využití šlechtou. Dříve významný region se v rámci království stával periferií. Sušice opakovaně vyhořela v letech 1544, 1547, 1554, 1591, 1592, 1596. Za odepření pomoci a poslušnosti králi Ferdinandu I. přišla Sušice roku 1547 o svá privilegia (později navrácena) a statky, součástí trestu byla i vysoká pokuta. Město navíc muselo odvádět zvláštní dávky z piva a vína a do roku 1788 na něj dohlížel královský rychtář.
Sušice však měla také velké příjmy z obchodu, což i přes výše jmenované problémy umožnilo její rozvoj. Z Bavorska byla dovážena sůl, do zahraničí na oplátku směřovalo obilí a slad, dále se vyvážel například chmel. V souvislosti s obchodem si Sušice společně s Klatovy vydobyla právo na zřízení svobodného skladu soli. Sklad se nacházel v budově radnice a i přes pozdější dočasné zrušení fungoval až do roku 1829. V Sušici se rovněž dařilo řemeslníkům, nejbohatší byl sladovnický cech. V roce 1571 byl ve městě založen pivovar.
V roce 1568 stálo v Sušici 256 domů. V 16. století byla na náměstí postavena nová radnice, která se však v původní podobě nedochovala. V roce 1707 byla zničena velkým požárem a postupem času prodělala několik přestaveb. Příkladem měšťanských domů z tohoto období je Voprchovský dům (dnes muzeum) a sousední Rozacínovský dům (Stará lékárna), oba na náměstí.

### Třicetiletá válka
Třicetiletá válka přinesla městu značné útrapy, ať už v podobě škod působených táhnoucími vojsky či v důsledku nucené rekatolizace. Město se 27. září 1620 vzdalo generálu Marradasovi, čímž si chtělo zachovat majetek, náboženskou svobodu a privilegia. Sušici bylo později skutečně téměř vše vráceno, Ferdinand II. Štýrský však odmítl potvrdit náboženskou svobodu, a tak od roku 1625 probíhala rekatolizace. Komisaři, kteří tento proces měli na starost, se však potýkali s nevolí obyvatelstva a po mnoha neúspěšných snahách přistoupili k řešení pomocí tzv. dragonády. Do každého domu byl přidělen dragoun, kterému se měšťané museli náležitým způsobem věnovat, jinak je dragoun mohl libovolně trestat. Mnoho lidí tak nakonec přestoupilo na katolickou víru, jiní naopak odešli ze země. Ani po kapitulaci se válka městu nijak nevyhýbala. V zimě roku 1640 zde měl hlavní stan generál Ottavio Piccolomini. Poté zde byli Švédové a koncem války opět císařská vojska.

### Vývoj po třicetileté válce

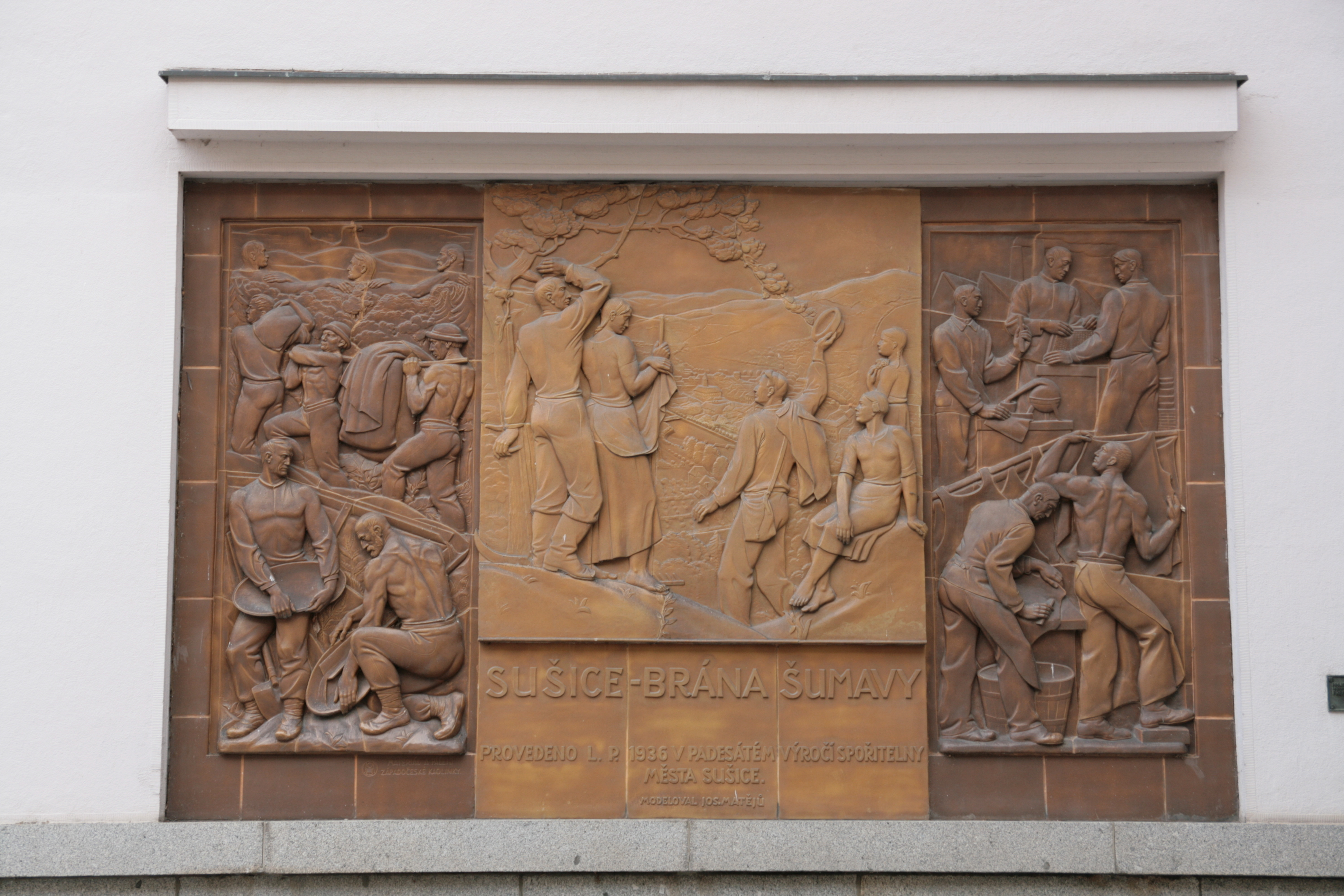
Josef Matějů: Brána Šumavy (1936), Sušice, Poštovní 8, budova spořitelny

V souvislosti s přesuny obyvatelstva vyvolanými válkou vzrůstal počet německých obyvatel. Nadále byla posilována katolická víra. Roku 1654 byl založen kapucínský klášter a kostel svatého Felixe. Dalším novým církevním objektem se roku 1682 stala poutní kaple svatých Andělů Strážných na kopci Stráž, tato stavba je jednou z výrazných dominant současného města.
V letech 1678–1681 trpěl celý kraj morovou epidemií. Vznikl kvůli ní nový hřbitov a později i kaple svatého Rocha, tyto objekty se nacházejí na dnešním Hořejším předměstí na východě Sušice. V roce 1707 postihl město velký požár, který zničil mnoho domů, včetně původní renesanční radnice. Po celé století pak probíhala postupná obnova města. Za slezských válek a v období sedmileté války bylo v Sušici ubytováno vojsko, což představovalo další zátěž.
Hospodářský význam získal obchod se dřevem, těženým na Šumavě a dopravovaným po vodě do vnitrozemí. V oblasti prosperovaly papírny a sklárny. Jinak se ovšem Sušicko již stalo okrajovou oblastí státu, ležící mimo hlavní silnice. Dříve výnosné dolování drahých kovů definitivně upadlo a také obchodní styky s Bavorskem již zdaleka neměly svůj původní význam.

### 19. století

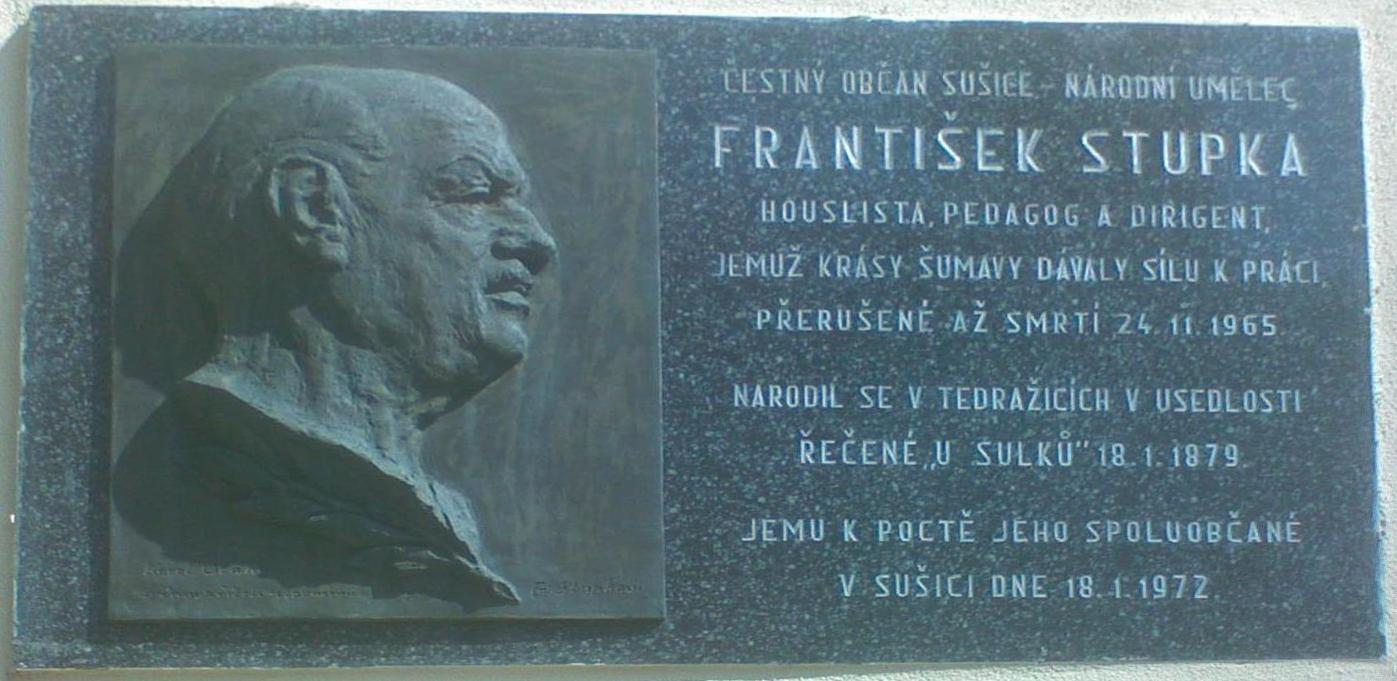
Památeční plaketa věnovaná čestnému občanovi, Františku Stupkovi

V Sušici se počátkem 19. století objevily určité snahy o podporu národního obrození (ochotnické divadlo, založené roku 1800 či děkan Adam Fialka, podporující výuku češtiny na školách). Josef Ambrož Gabriel, přítel Josefa Kajetána Tyla vydával Klicperovy a Tylovy hry, sepsal dějiny Sušice, stal se sušickým purkmistrem a zemským poslancem.
V roce 1839 založil Vojtěch Scheinost nejstarší sirkárnu na území Čech (společnost SOLO se objevuje roku 1903). Ve městě se dařilo mnoha různým řemeslům. Pořádalo se několik výročních trhů. Koncem století se zde začal zpracovávat vápenec. Vápencové lomy se nachází poblíž nejsevernějšího výběžku města, západně od Otavy. Význam měl i kožedělný průmysl. Od roku 1845 fungovala pravidelná jízdní pošta mezi Sušicí a Horažďovicemi. Od třicátých let jezdil jednou týdně dostavník do Prahy. Roku 1888 bylo město napojeno na železnici. Došlo i k proměnám ve vzhledu města. Byly zbourány městské brány a převážná část hradeb, náměstí a Pražská ulice byly vydlážděny. V roce 1832 žily ve městě téměř 4 000 obyvatel. V letech 1850 a 1898 byla přestavěna radnice zhruba do dnešní podoby.
V roce 1891 se za Sušický okres stal poslancem vídeňské říšské rady Tomáš Garrigue Masaryk, který ve městě přednesl několik předvolebních projevů.

### Od 20. století po současnost

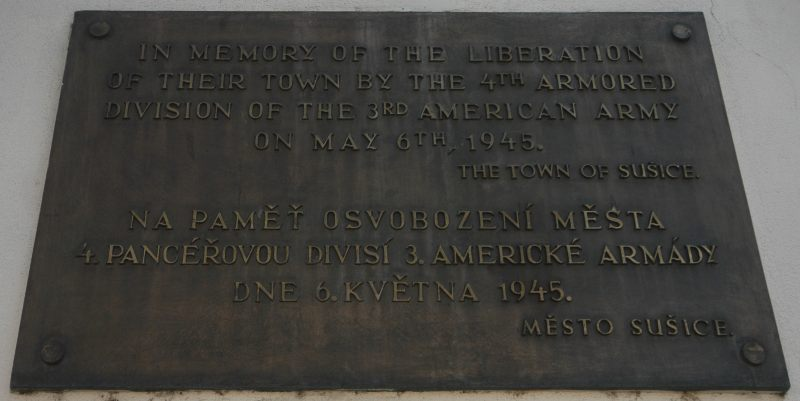
Pamětní deska připomínající osvobození města roku 1945 americkou armádou, na svém místě na průčelí muzea je od 22. prosince 1989, za minulého režimu byla z různých důvodů odstraňována

Počátkem 20. století žilo v Sušici již 6 500 obyvatel. Ve městě a v jeho okolí se nacházela řada drobných podniků. Mezi nejvýznamnější patřil SOLO Sušice a výrobce obalů PAP (od roku 1933). Po obsazení Sudet nacistickým Německem zůstala Sušice vzhledem k převaze českého obyvatelstva součástí Československa (nová hranice vedla nedaleko města). Město osvobodila 6. května 1945 americká armáda. V roce 1961 se k Sušici připojila sousední obec Albrechtice.
Sušice má – i vzhledem k blízkosti šumavského národního parku – význam jako centrum turistického ruchu.

## Přírodní poměry

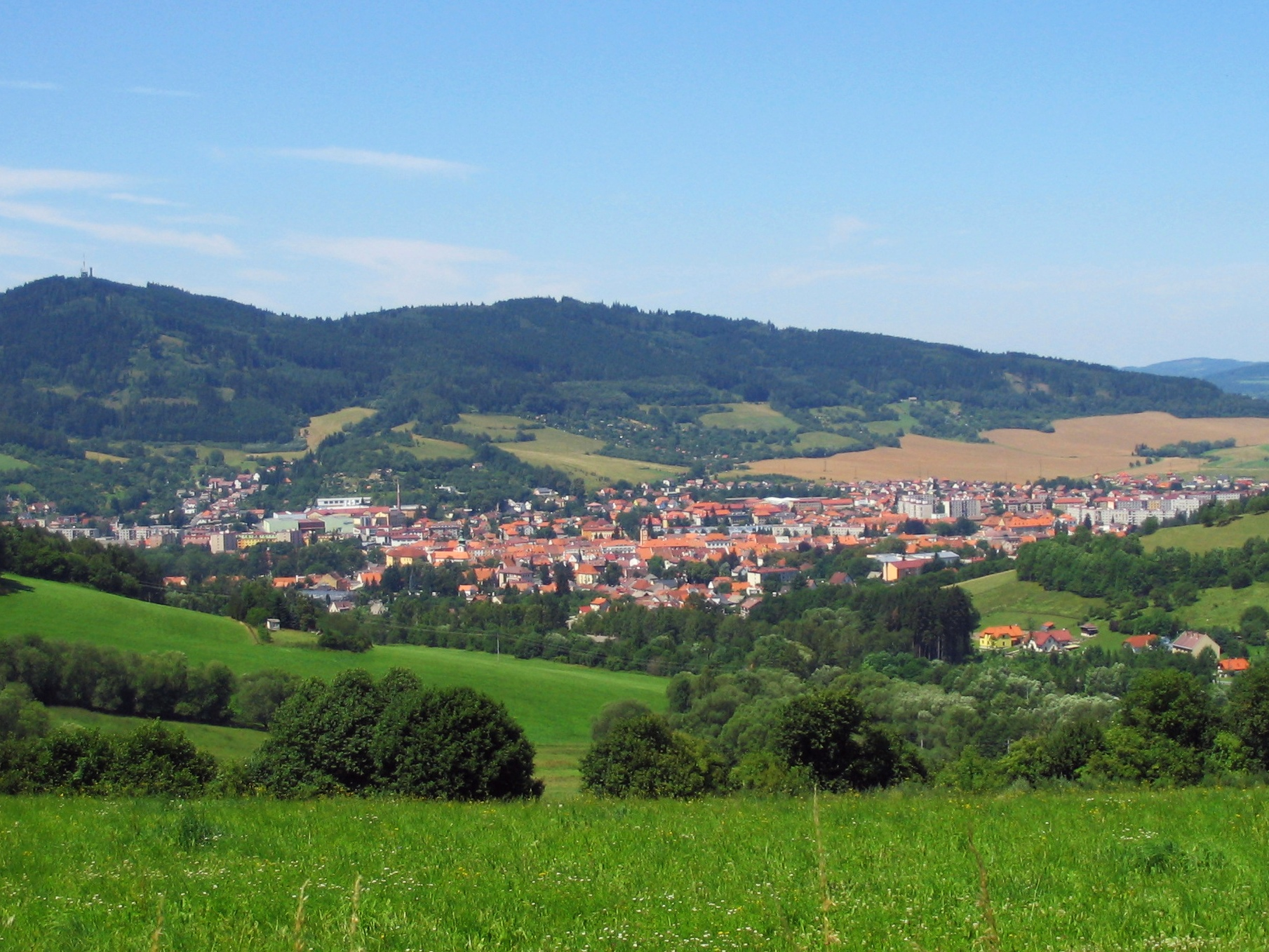
Sušice ze silnice ve směru na Záluží, vlevo kopec Svatobor

Sušice je druhým největším městem klatovského okresu. Nachází se asi 25 km jihovýchodně od Klatov. Druhým nejbližším větším městem jsou Strakonice vzdálené asi 28 km, vzdálenost od hranic s Německem je cca 20 km. Poměrně blízko Sušice (několik kilometrů) vede hranice Chráněné krajinné oblasti Šumava a šumavského národního parku. Město se rozkládá v údolí kolem řeky Otavy v nadmořské výšce 465 m, okolo se zvedají kopce Šumavského podhůří, přesněji Svatoborské vrchoviny. Na západ od Otavy je dominantní lesnatý vrch Svatobor (845 m), na východním břehu se přímo ve městě tyčí nejvýše kopec Stráž (551 m), o něco dále od řeky pak například Žižkův vrch (619 m) či Kalovy (727 m). Nápadné jsou rovněž vápencové lomy na severovýchodním okraji města (dále podél toku Otavy se nachází další lomy – poblíž Rabí, Velkých Hydčic a Hejné).
Větší část města se rozkládá na západním břehu Otavy a s výjimkou okraje města přiléhajícího ke Svatoboru leží víceméně v rovině. Směrem na východ od řeky se terén v Sušici zvedá. V centru města se nachází městská památková zóna, většina historických památek a obdélníkové náměstí Svobody s radnicí. Dále od centra se rozkládají oblasti sídlišť a rodinných domků. Výrazně průmyslový je severní výběžek města. Zde se nachází mimo jiné budovy a továrny výrobce zápalek Solo. Průmysl je však zastoupen i v jiných částech města.
Na severu města se do Otavy vlévá říčka Ostružná, blízko centra leží soutok Otavy a Volšovky.

## Obyvatelstvo

Věková struktura obyvatel roku 2011
Rodinný stav obyvatel roku 2011
Vzdělání obyvatel roku 2011

## Obecní správa

### Části města
- Albrechtice
- Červené Dvorce
- Divišov
- Dolní Staňkov
- Humpolec
- Chmelná
- Milčice
- Nuzerov
- Páteček
- Rok
- Stráž
- Sušice I (historické jádro)
- Sušice II (Dolní Předměstí)
- Sušice III (Horní Předměstí)
- Volšovy
- Vrabcov
- Záluží

### Starostové
Starostou města je Petr Mottl (ODS). V historii tuto funkci zastávali mj. František Firbas (1844–1849, 1850–1861, 1873–1879), Josef Ambrož Gabriel (1861–1868?), Josef Christián (1868–1873), Ondřej Tichý (1880–1890), Karel Uhl (1890–1905) a Josef Štelcl (ČSSDSD, 1919–1921), Čeněk Vašek (ČSSD, 1945–1948).

## Doprava
Město stojí na křižovatce silnic II/169, II/171 a II/187). Severní cíp města protíná železniční trať Horažďovice–Domažlice, na které se nachází stanice Sušice.
Městskou dopravu v Sušici zajišťují autobusy. Město má pravidelné autobusové spojení s okolím, mimo jiné s Prahou.

## Služby
Ve městě je v provozu od roku 2014 nový moderní aquapark, který byl vybudován ve sportovním areálu v blízkosti zimního stadionu a fotbalového stadionu, nové koupaliště a skatepark. Dále je zde nově vybudované komunitní centrum Káčko a nové kino Sirkus. Na Ostrově Santos je k dispozici odpočinková zóna pro děti i dospělé. Na březích Otavy se rozkládá zábavní centrum Offpark, které nabízí lanové dráhy, potápění, rafting na Otavě, horolezeckou stěnu, sjezd na koloběžkách ze Svatoboru nebo zorbing.
Dne 12. září 2014 byl v Sušici otevřen pivovar U Švelchů, který produkuje pivo Sušičák.
Zastoupení obchodních domů ve městě je vzhledem k velikosti Sušice nadmíru pestré. Obchodní obslužnost v Sušici zajišťují obchodní domy Tesco (Hrádecká ul.), 2× Albert (Hrádecká ul., T.G.Masaryka), JIP (Hrádecká ul.), Lidl (Hrádecká ul.), Penny Market (Nádražní ul.) 4× Coop (nám. Svobody, Lerchova ul., Smetanova ul., Nádražní ul.).

## Školství

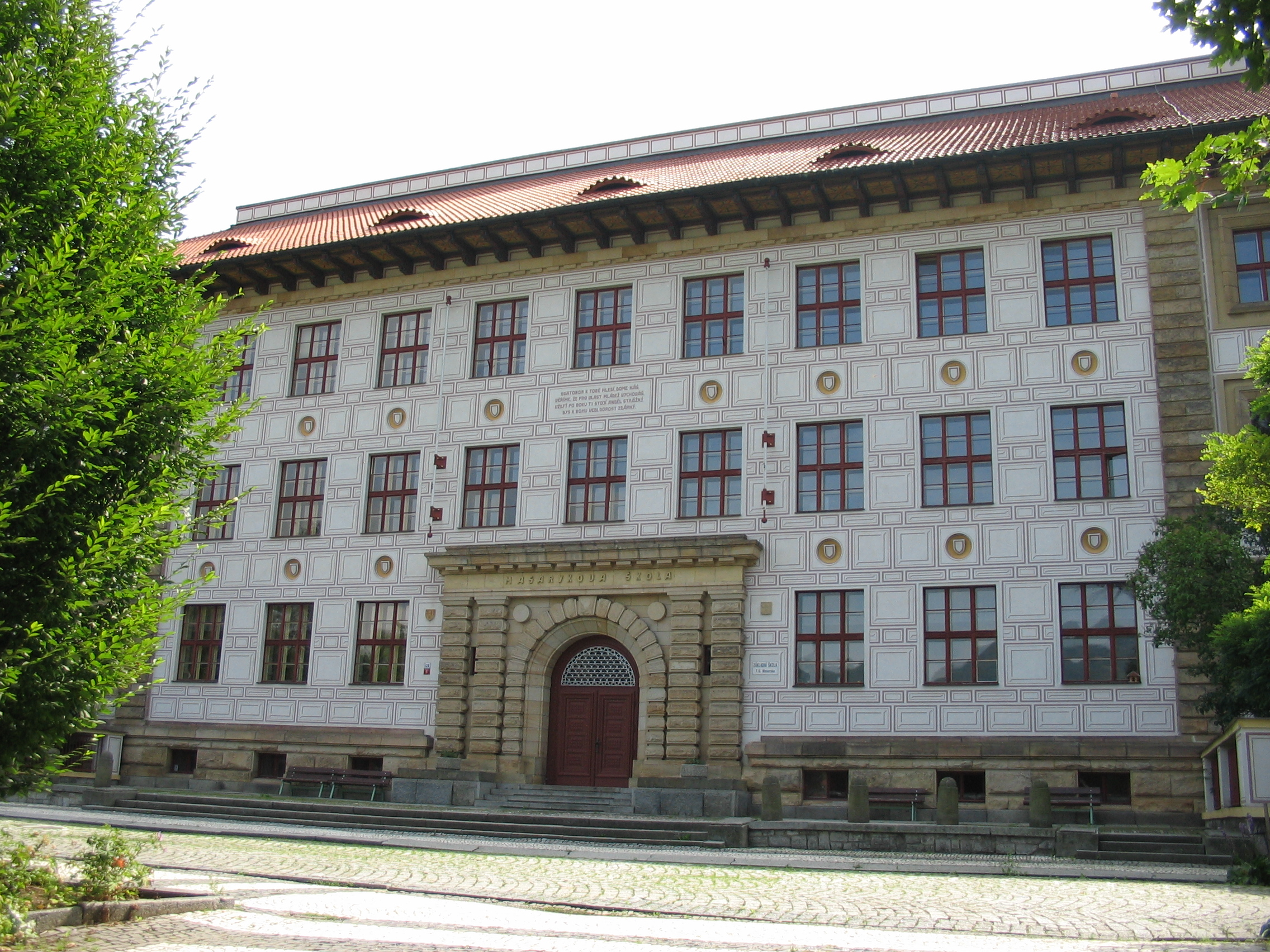
Základní škola T. G. Masaryka

V Sušici jsou dvě základní školy: Základní škola T. G. Masaryka, poblíž které se nachází památník obětem světových válek a zločinů komunismu a socha T. G. Masaryka, Základní škola v Lerchově ulici.
Střední školy jsou v Sušici dvě, a to Gymnázium Sušice se čtyřletým i osmiletým studijním cyklem, nacházející se v historicky hodnotné novorenesanční budově postavené v letech 1909–1911, a SOŠ a SOU Sušice nabízející tříleté učební obory i čtyřleté studijní obory s maturitou.
Ve městě je konzultační středisko soukromé vysoké školy AMBIS vysoká škola.
Dále jsou v Sušici dvě mateřské školy a Základní umělecká škola Františka Stupky v Sušici.

## Pamětihodnosti
V Sušici se dochovaly desítky historicky hodnotných staveb, z nichž se většina nachází v centru města nebo v jeho blízkém okolí. V zájmu jejich ochrany byla v Sušici roku 1992 vyhlášena městská památková zóna.

### Sakrální památky
Na území města se nachází 3 kostely, několik kaplí a kapliček a přímo uvnitř souvislé zástavby také boží muka.

#### Kostel sv. Václava
Děkanský kostel svatého Václava je největší církevní stavbou ve městě. Nachází se mezi ulicemi Kostelní, Bašta a Příkopy jižně od náměstí Svobody. Původní stavba vznikla v první polovině 14. století, šlo o trojlodní gotickou baziliku, která měla původně 2 věže. Ty byly v průběhu staletí poškozeny a opravovány. Největší škodu napáchal na stavbě velký požár v roce 1707, kdy se zřítila klenba kostela a s ní i obě věže. Následně byl kostel barokně přestavěn, obnovy se dočkala pouze menší věž. Poslední velkou proměnou kostel prošel na přelomu 19. a 20. století, kdy dostal dnešní novogotickou podobu.

#### Kostel Nanebevzetí Panny Marie

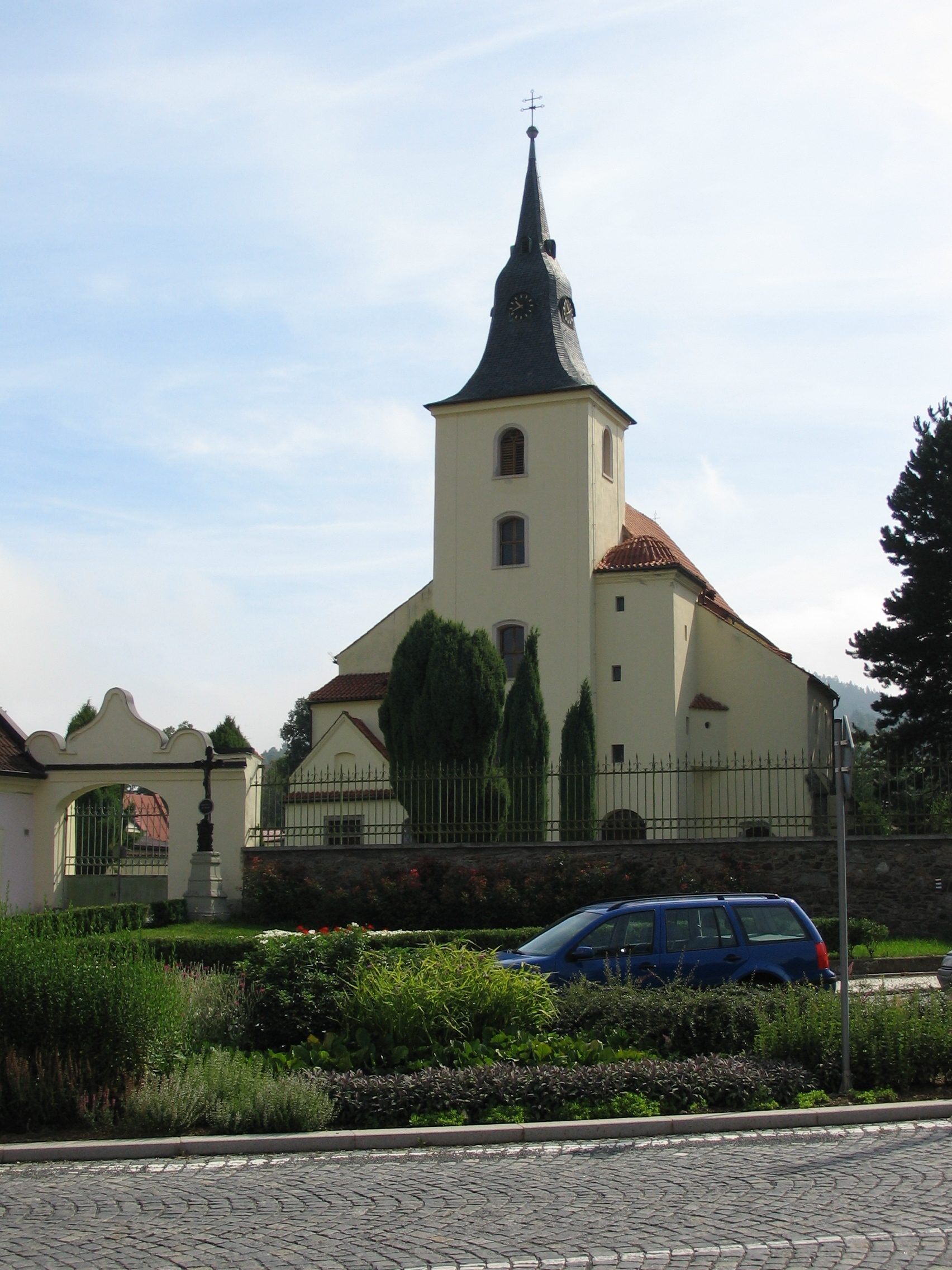
Kostel Panny Marie

Hřbitovní kostel Panny Marie stojí mezi ulicemi Dlouhoveská, Nuželická, Krátká a Mariánská východně od řeky Otavy. Byl postaven roku 1352 v gotickém slohu. V 15. století vznikla na jižní straně kostela jeho nejcennější část, Kabátovská kaple s hvězdovou klenbou a řezaným oltářem z přelomu 17. a 18. století. Po požáru na konci 16. století byl kostel přestavěn a přibyla věž. Stavbu zasáhl v roce 1707 stejně jako většinu města velký požár, který mimo jiné kompletně zničil hřbitov.

#### Kostel svatého Felixe a kapucínský klášter

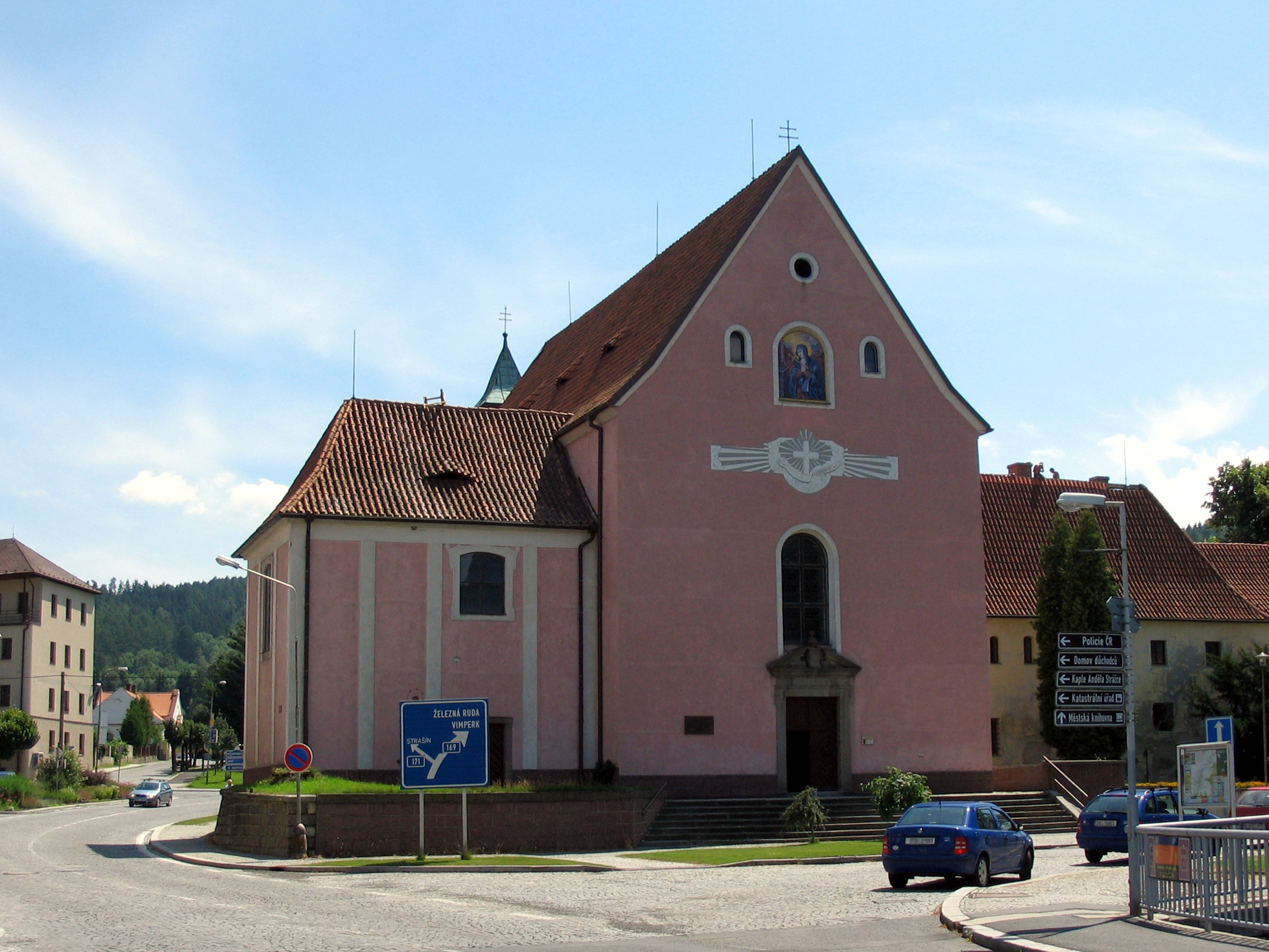
Kostel svatého Felixe a kapucínský klášter na pravém břehu Otavy

Klášterní kostel svatého Felixe, zasvěcený sv. Felixi z Cantalice, je nejmladší ze sušických kostelů, založený roku 1651, byl vysvěcen v roce 1655. Tento raně barokní objekt se nachází naproti kostelu Panny Marie. V souladu se zásadami kapucínů je stavba jednoduchá a bez zvláštní výzdoby. Na zadní straně kostela najdeme sluneční hodiny z roku 1731. V 18. století byla přistavěna kaple svaté Kalvárie.
V klášteře žilo nejvýše 15 až 20 příslušníků řádu. V roce 1950 byli řeholníci vyhnáni komunistickým režimem a až do roku 1993 budova sloužila potřebám armády. V současnosti jsou v klášteře čtyři bratři kapucíni.
Madoně Sušické z kostela svatého Felixe byla zasvěcena 39. kaple Svaté cesty z Prahy do Staré Boleslavi, která byla založena v letech 1674 až 1690.

#### Kaple svatých Andělů Strážných
Kaple Anděla Strážce nebo sv. Andělů Strážných, lidově zvaná Andělíček, je díky své poloze na vrchu Stráž nedaleko centra Sušice dobře viditelná z různých částí města. Původní kaple z let 1682–1683 byla v roce 1735 obehnána ambity a v rozích takto získaného čtvercového půdorysu byly zbudovány menší kaple. Pod schody na vrchol Stráže je kaplička 14 svatých pomocníků z roku 1757. Na vrch Stráž ke kapli vede od roku 2010 Křížová cesta.

#### Kaple svatého Rocha
Kaple sv. Rocha se nachází v ulici U Rocha na Hořejším předměstí ve východní části města blízko současného sušického hřbitova. V letech 1678–1681 postihla město velká morová epidemie, kvůli níž bylo vytvořeno nové pohřebiště. Brzy potom zde byla postavena kaple zasvěcená svatému Rochovi, která dala jméno i hřbitovu. Hřbitov přestal být využíván v 19. století, do té doby zde byly pochovávány především oběti epidemií, chudáci, na jejichž pohřeb nebyly peníze, a sebevrazi. Kromě toho sem lidé dlouhou dobu, i za časů první republiky, přinášeli oběti, aby je svatý Roch zbavil problémů, nemocí atd.

#### Další církevní stavby
Poblíž místa, kde se ulice Pravdova napojuje na ulici T. G. Masaryka, severně od centra, se nachází boží muka z roku 1784. Dříve v tomto místě bylo městské popraviště. V roce 1887 byla z vůle Tomáše Krčmáře poblíž nového židovského hřbitova na jihozápadě města postavena kaple Panny Marie Lurdské. Přibližně ve stejné době nechal významný občan Jiří Karl severovýchodně od Lurdské kaple, při dnešní Volšovské ulici, vybudovat malou kapličku, která nese název kaplička Karlů „ Ecce homo“. V ulici Pravdova poblíž gymnázia je kaple sv. Jana Nepomuckého a na západním okraji města na křižovatce ulic Pod Svatoborem a Pod Antonínem kaplička Nejsvětější Trojice.

### Světské památky

#### Radnice
Na náměstí byla původně stará gotická radnice. Po požáru v roce 1592 začala uprostřed náměstí stavba radnice v renesančním slohu. Byla dokončena v roce 1619, ani jí se však nevyhnul velký požár z roku 1707 a radnice musela být přestavěna. Projekt řídil italský stavitel Carlo Zanetti, který po požáru rekonstruoval i kostel svatého Václava. Stavba získala na velikosti, její půdorys byl rozšířen o plochy, na kterých stály některé okolní domy a také původní gotická radnice. Vznikla tak jedna z největších radničních budov v Čechách. Další úpravy proběhly v 19. století a radnice tehdy dostala víceméně dnešní podobu. V letech 2002–2004 byla radnice kompletně rekonstruována. Rekonstrukce odhalila v některých místnostech historické malby a další neobjevené pozůstatky minulosti. Ve zdi blízko vchodu je umístěna kamenná deska s nápisem připomínajícím vybudování městských hradeb v roce 1322.
V budově sídlí Městský úřad, městská policie a městské informační centrum.

#### Měšťanské domy na náměstí

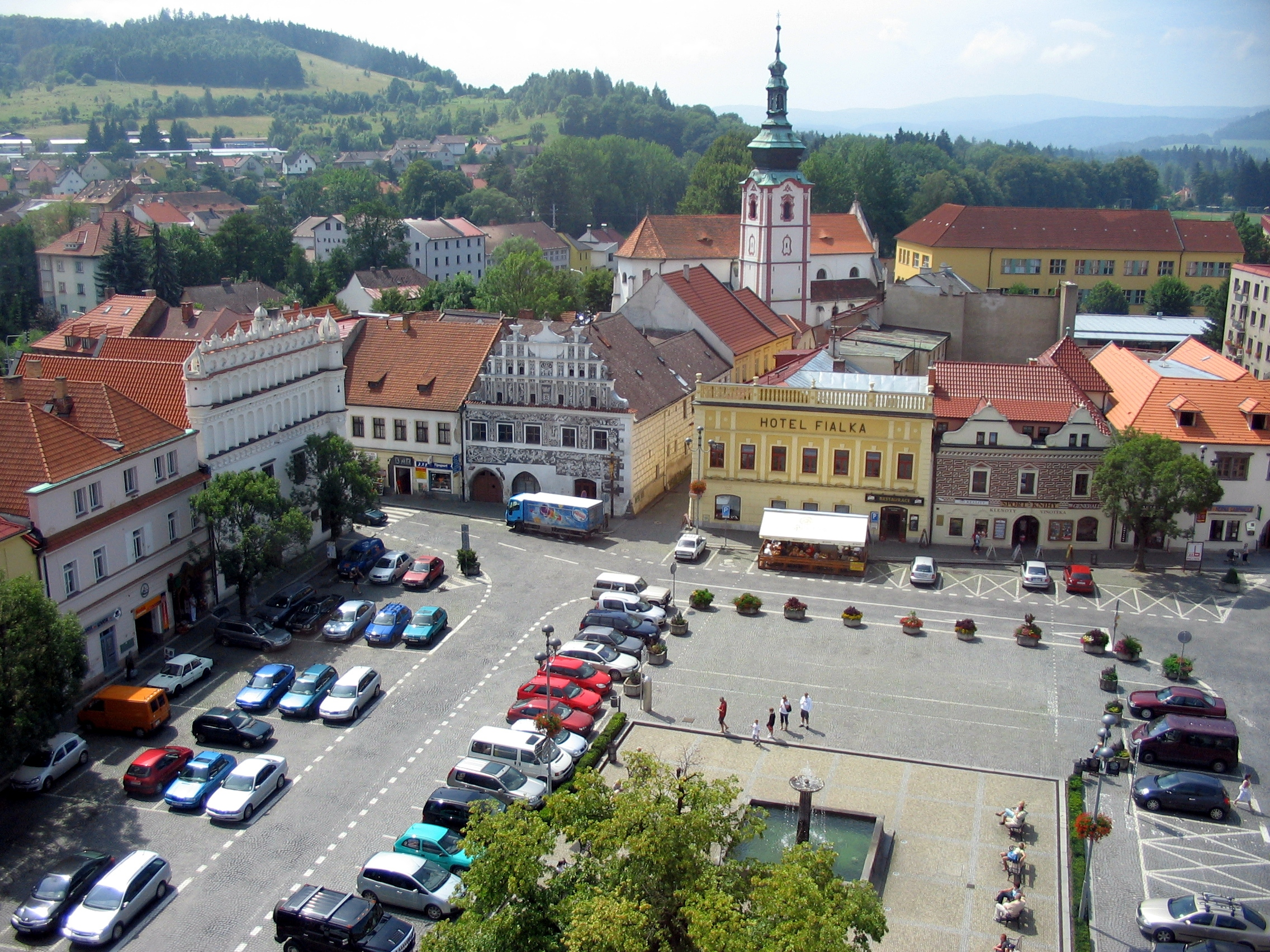
Pohled na jižní stranu náměstí Svobody s nejzachovalejšími historickými domy. V rohu náměstí vlevo je Voprchovský dům s bílou atikou a Rozacínovský dům s černobílými sgrafity, vpravo od něj pak Krocínovský dům (Hotel Fialka) a dále směrem doprava domy čp. 50 a 51. V pozadí kostel svatého Václava, v popředí empírová kašna.

I přes řadu požárů se dochovalo několik historických domů, s nichž některé patří mezi nejvzácnější památky ve městě.

##### Voprchovský dům
Voprchovský dům (čp. 40) se nachází v jihovýchodním rohu náměstí Svobody. Původní dům byl pozdně gotický, základy pocházejí ze 14. století, do dnešních dnů přečkal i původní gotický vstupní portál. Následně byl dům renesančně upraven, nejnápadnější je vysoká atika z roku 1600 se zvoničkou a nárožními baštičkami, která je v Čechách unikátní. Dříve zde bylo děkanství, v současnosti v budově sídlí Muzeum Šumavy.

##### Rozacínovský dům
Rozacínovský dům (čp. 48), neboli Stará lékárna, stojí téměř vedle Voprchovského domu, jsou odděleny ulicí. Tento dům je také původně pozdně gotický a renesančně přestavěný. Zbytky gotických maleb jsou patrné pouze nad portálem, nejnápadnější je renesanční štít a černobílá sgrafita, kterými je pokryta většina čelní strany domu. Před domem se nachází velký kříž z roku 1758, postavený na památku jezuitské misie.

##### Krocínovský dům
Krocínovský dům (čp. 49), známý jako Hotel Fialka, se nachází vedle Rozacínovského domu. Je také pozdně gotický, ale na rozdíl od předchozích dvou prošel barokní úpravou. Má raně klasicistní balustrádovou atiku.

##### Další domy
Dům čp. 50 vedle Krocínovského domu byl součástí Hotelu Fialka. Jde o gotickou, renesančně přestavěnou stavbu s psaníčkovými sgrafity, ve výčepu je křížová klenba. Vedle stojí dům čp. 51 s renesančním mázhausem s lunetovou klenbou. Hodnotné jsou i další domy na náměstí i v jiných částech města.

#### Ostatní
- Pivovar
- Hospoda Bouchalka
- Vodní mlýn
- Starý a nový židovský hřbitov
- Kašna na náměstí Svobody
- Děkanství, muzeum na náměstí Svobody
- Poslední stahovací, dřevěné závory, s výstražníky typu SSSR v Česku

## Osobnosti
- Bernard Fürth (1797–1849), zakladatel sirkařství v Čechách
- Vojtěch Scheinost (1814–1894), zakladatel sirkařství v Čechách
- Karel Drahotín Villani (1818–1883), šlechtic, politik a básník
- Mořic Stanislav Anger (1844–1905), dirigent a skladatel
- Maxmilián Pirner (1854–1924), malíř a pedagog
- Václav Klement Petr (1856–1901), zakladatel a první generální představený (1888–1901) Kongregace bratří Nejsvětější Svátosti (petrínů)
- Karl Koller (1857–1944), oční lékař
- Viktor Roman Moser (1864–1939), hudební skladatel a pedagog
- Viktorin Zeithammer (1872–1925), spisovatel, středoškolský pedagog, organizátor společenského života a znalec Šumavy
- Maxmilián Hošťálek (1878–1944), hudebník a kapelník
- Robert Guttmann (1880–1942), malíř
- Ladislav Seifert (1883–1956), matematik, univerzitní profesor
- Josef Sejpka (1885–1952), akademický malíř, grafik
- Miloš Seifert (1887–1941), středoškolský učitel, přírodovědec, spisovatel, překladatel, otec československého woodcrafterského hnutí
- Jan Scheinost (1896–1964), novinář
- Tomáš Beránek (1897–1954), římskokatolický kněz, tajný papežský komoří, oběť komunismu
- František Salzer (1902–1974), herec, pedagog, překladatel a režisér Národního divadla a Vinohradského divadla
- Josef Kunský (1903–1977), geomorfolog, VŠ pedagog a redaktor
- Břetislav Pojar (1923–2012), filmový scenárista, režisér animovaných filmů
- František Čaloun (1938–2024), fotbalový brankář
- Libuše Márová (* 1943), operní pěvkyně
- Roman Holý (* 1966), frontman skupin J.A.R. a Monkey Business
- Pavel Hlavatý] (* 1975), bývalý žokej a současný trenér dostihových koní
- Daniella Rush (* 1976), pornoherečka
- Jakub Polanka (* 1979), módní návrhář
- Jaromír Tauchen (* 1981), právník, právní historik, soudní tlumočník jazyka německého a vysokoškolský pedagog
- Zuzana Maxa, roz. Říhová (* 1983), herečka a zpěvačka
- Slávek Král (* 1987), cestovatel a dobrodruh
- Tomáš Pekhart (* 1989), fotbalista
- Ladislav Plecitý (* 1991), filmový režisér, scenárista

## Partnerská města
Sušice je od 13. května 2004 členem sdružení měst jednotlivých zemí Evropské unie Douzelage. Následující výčet uvádí partnerská města, která nejsou členy této skupiny, a partnerská města, se kterými navázala Sušice partnerské vztahy ještě před svým vstupem do Douzelage.
- Aarhus, Dánsko
- Bad Kötzting, Německo (1995; člen Douzelage)
- Chojna, Polsko (2013; člen Douzelage)
- Sherborne, Spojené království (2001; člen Douzelage)
- Uetendorf, Švýcarsko (1994)
- Wenzenbach, Německo (2004)

## Galerie

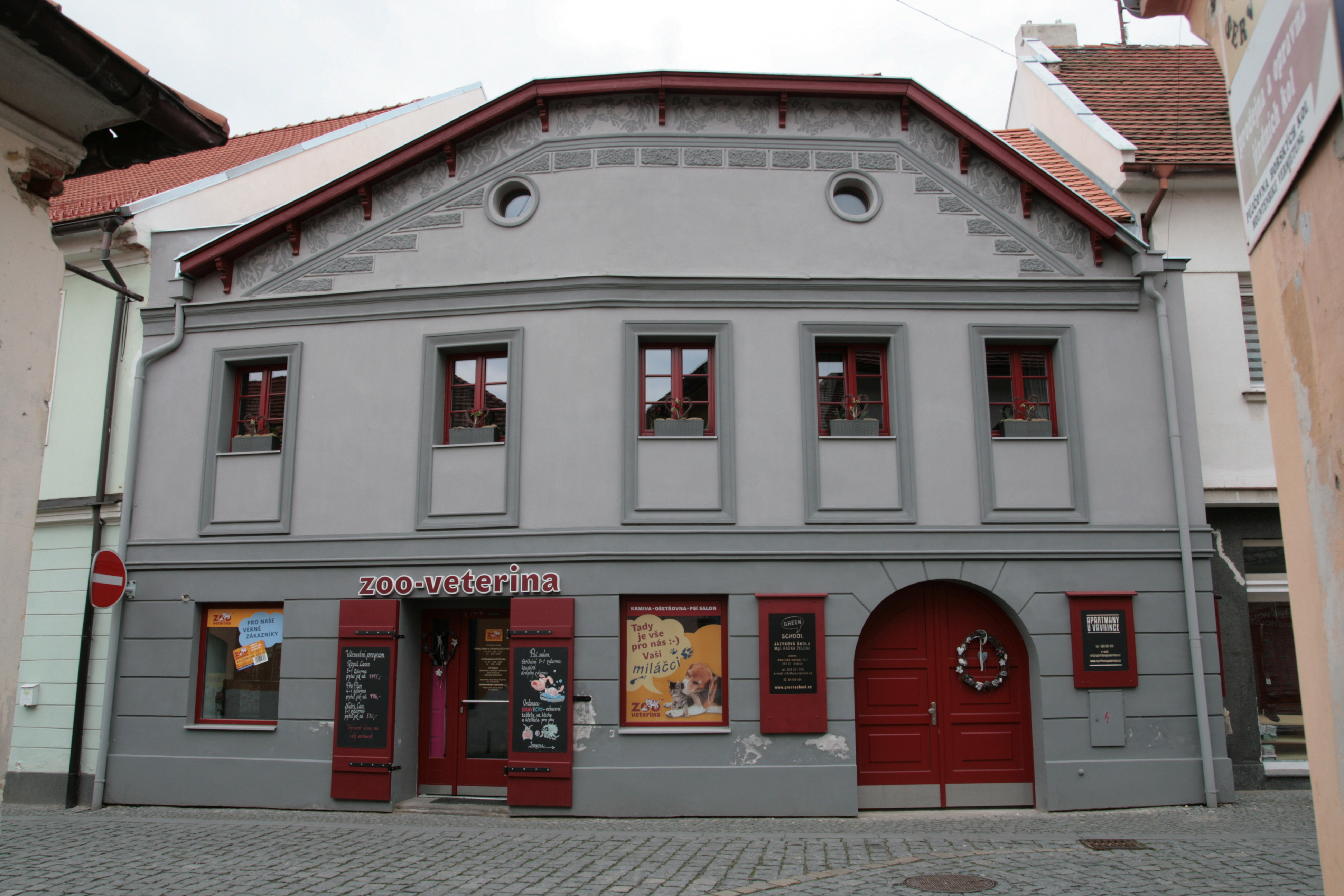
Dům na ulici Americké armády, čp. 76
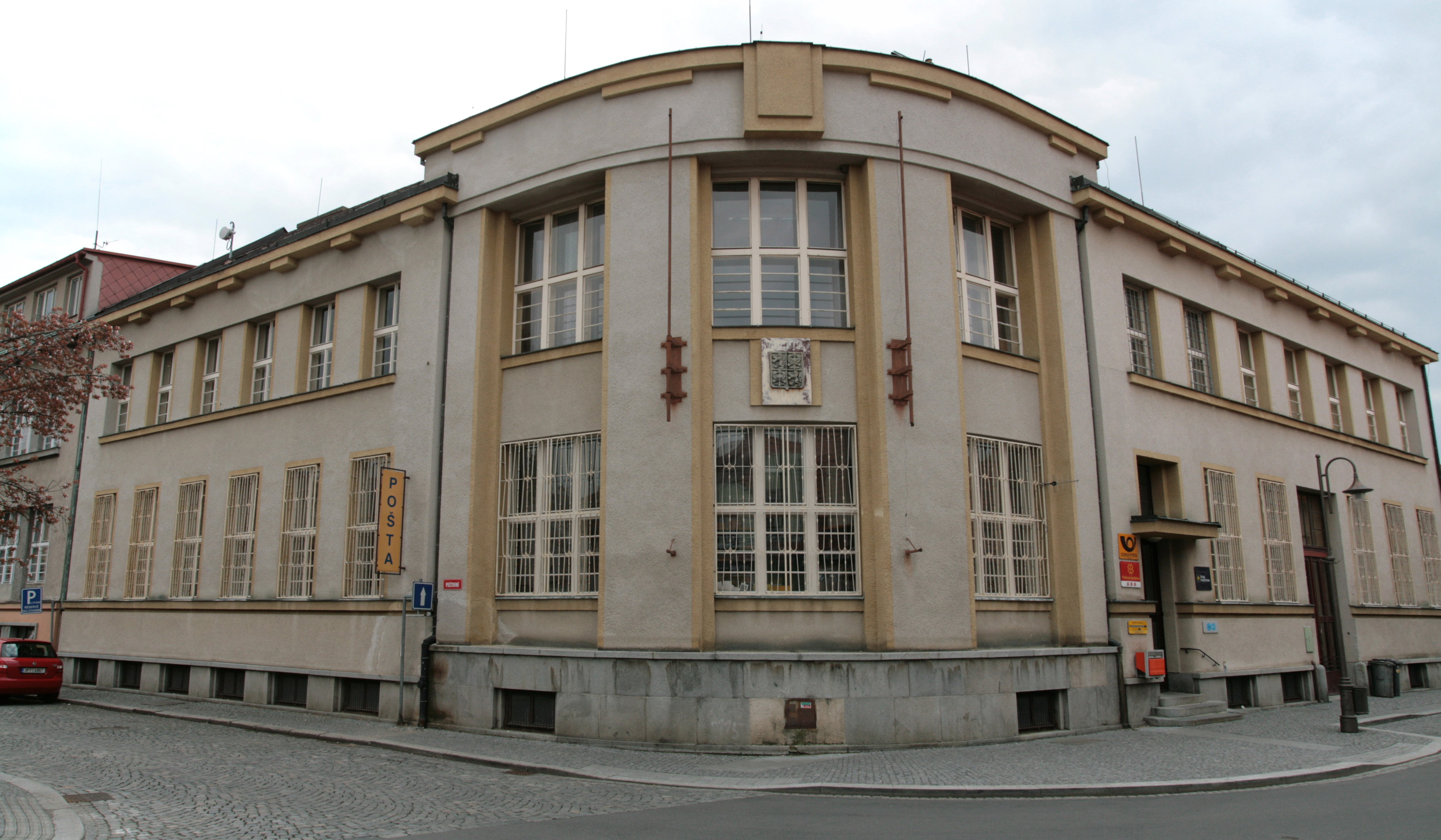
Pošta, Havlíčkova 16
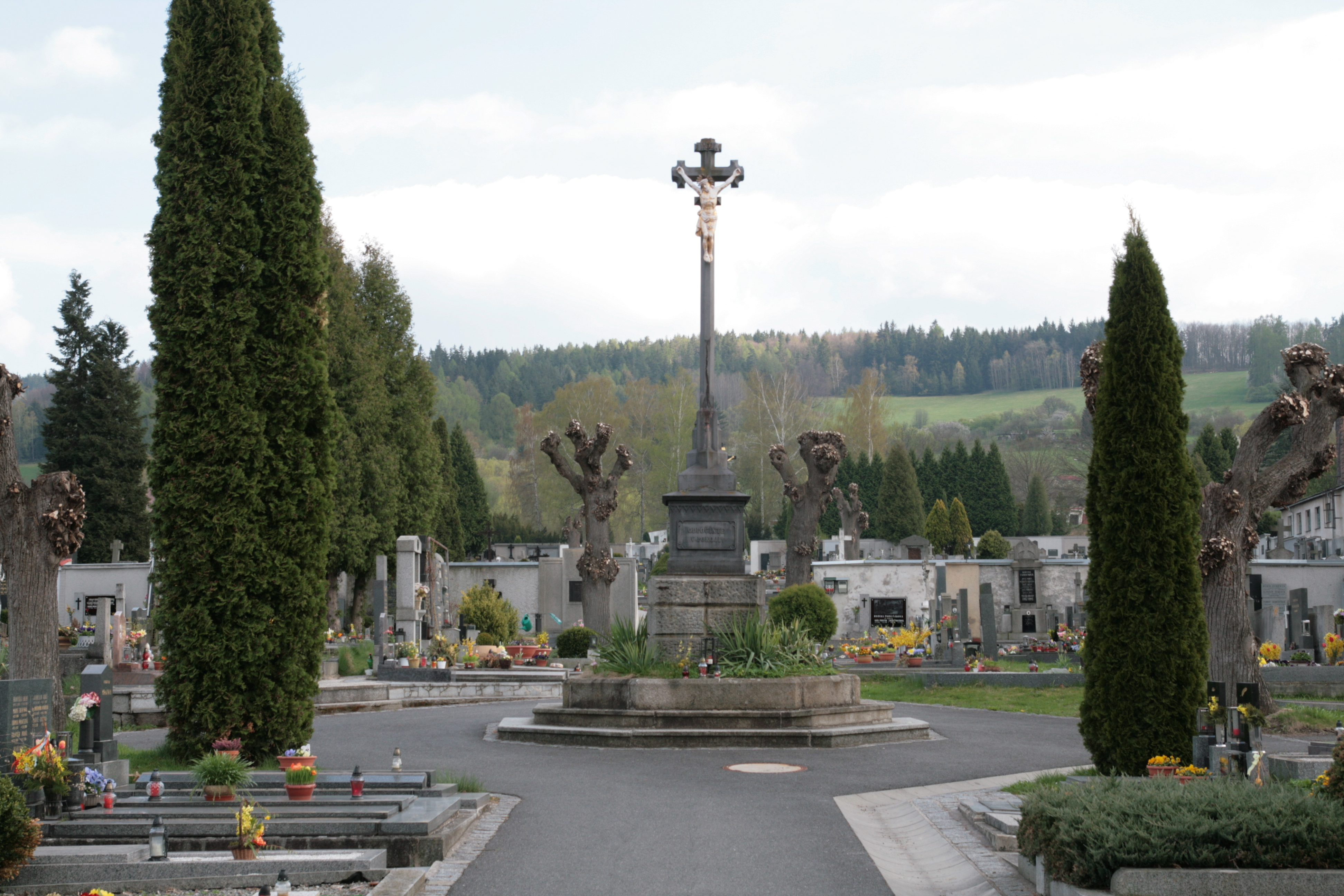
Hřbitov
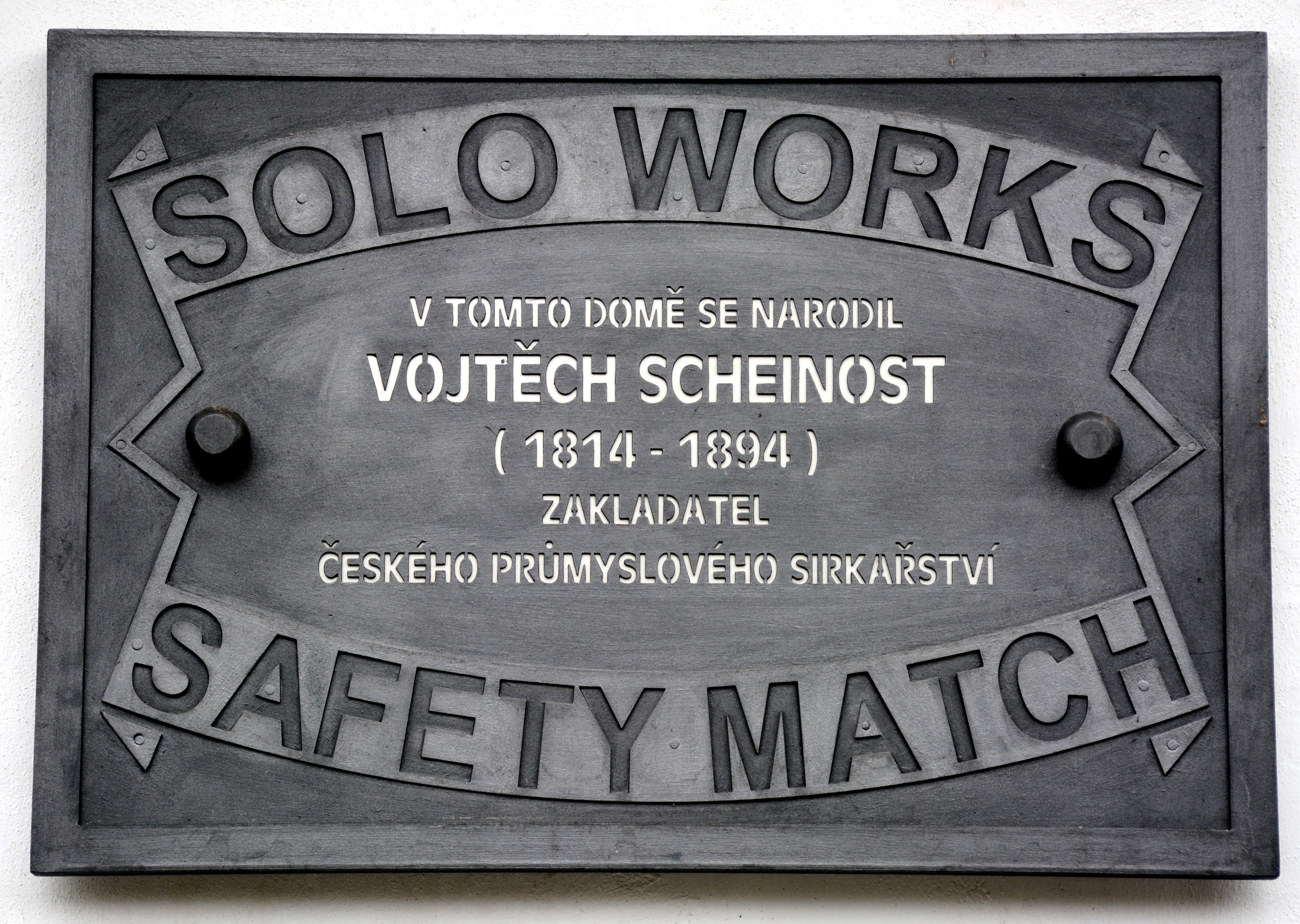
Sirkařství
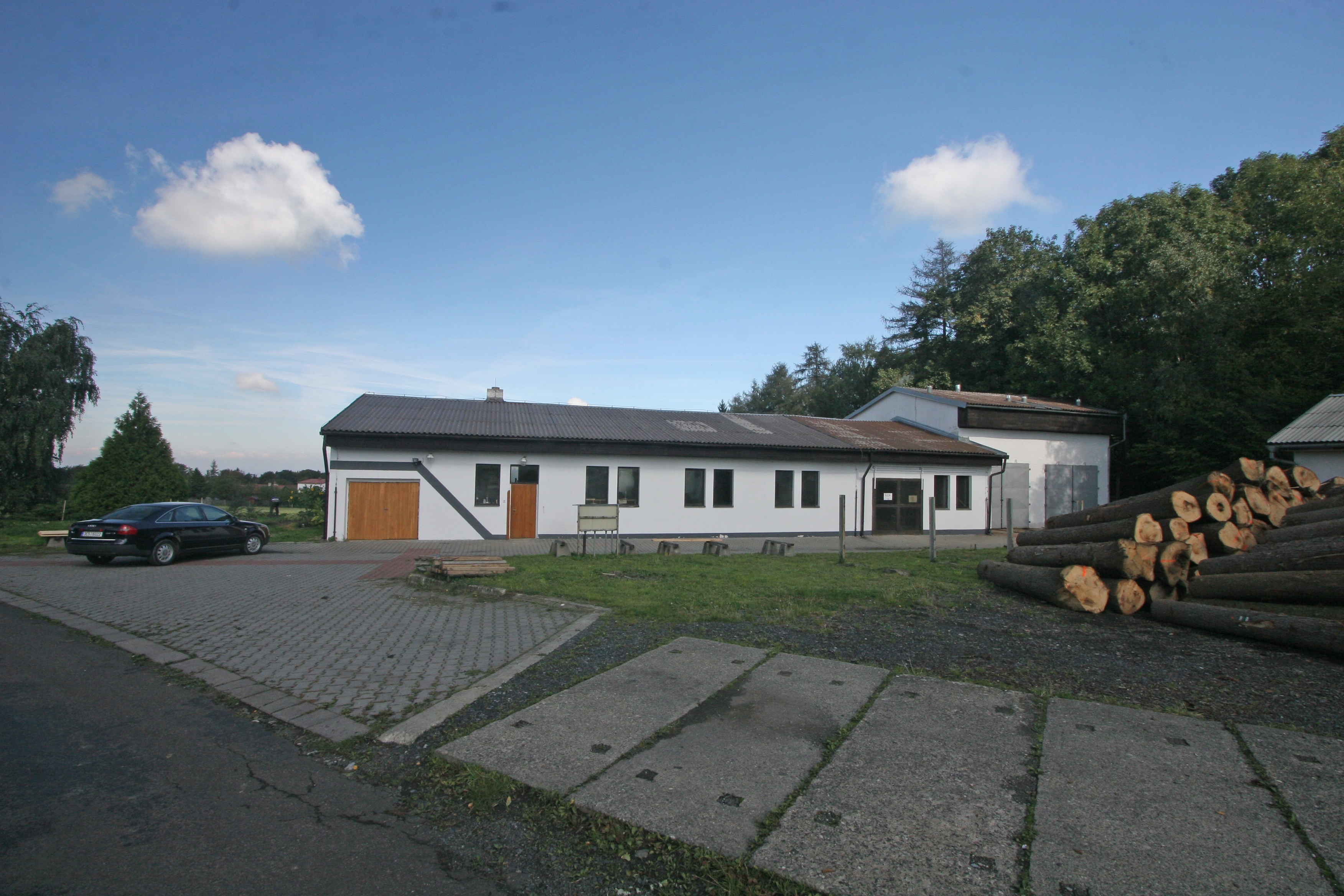
Pila
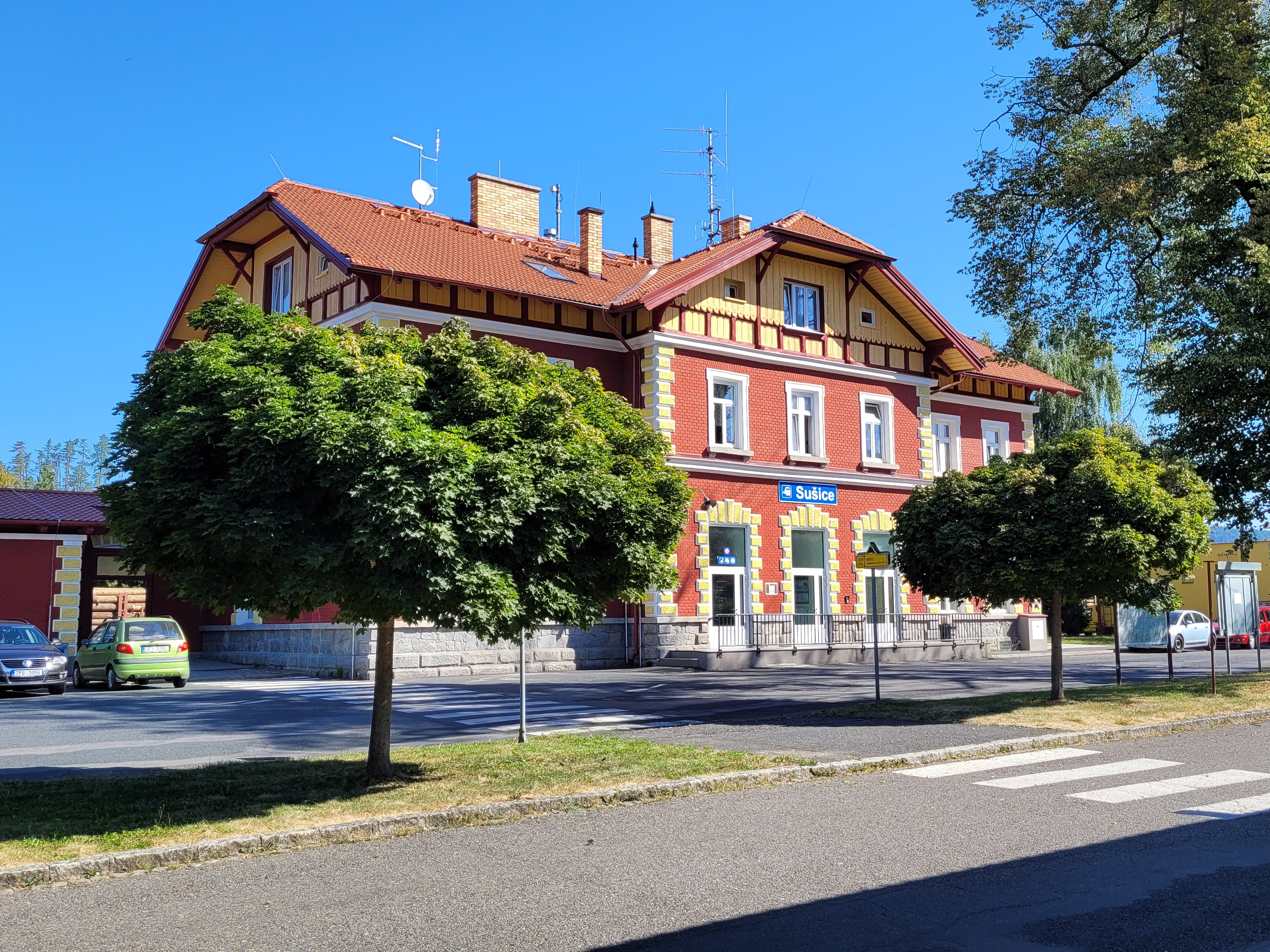
Nádraží
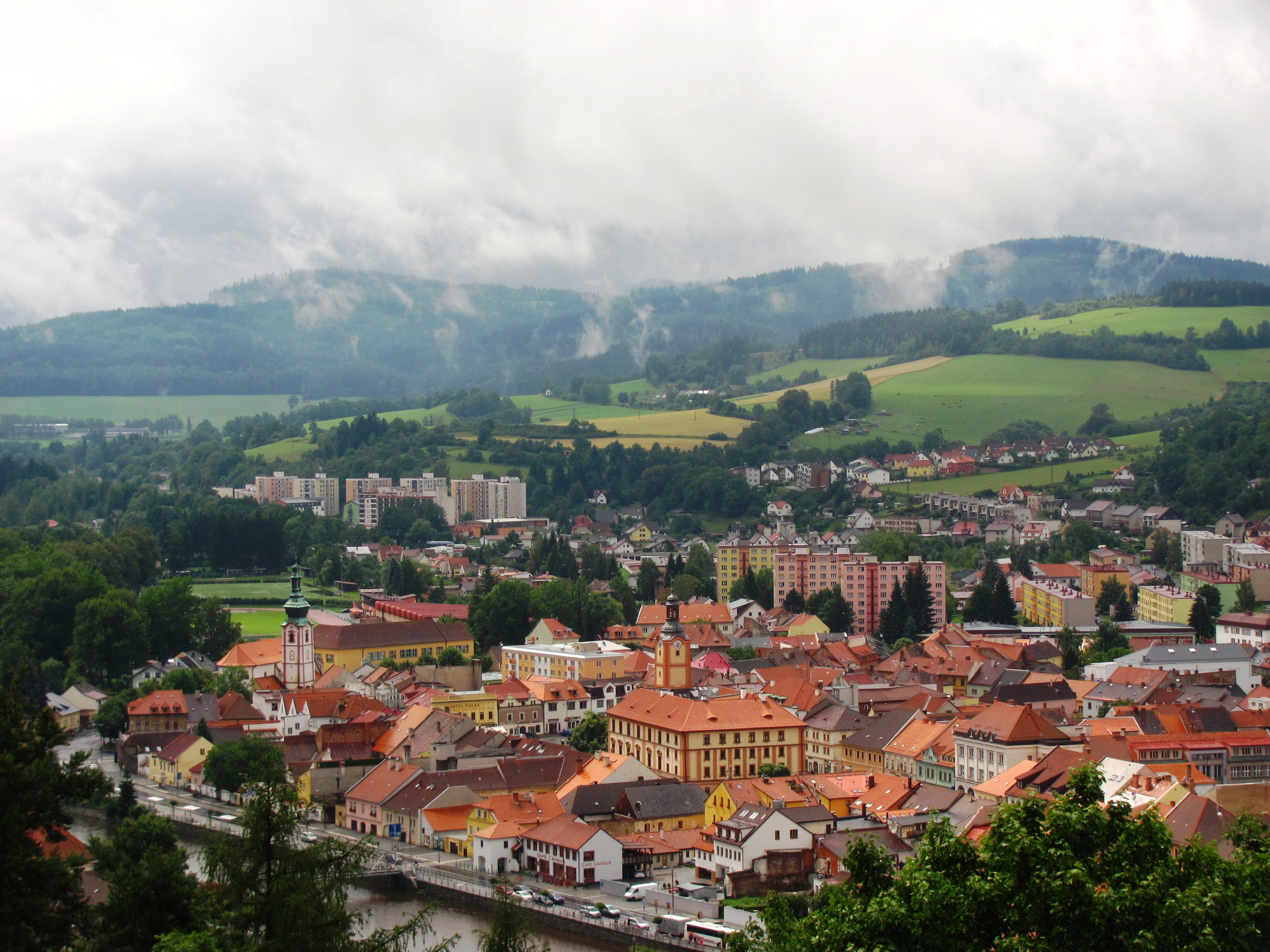
Z výšky
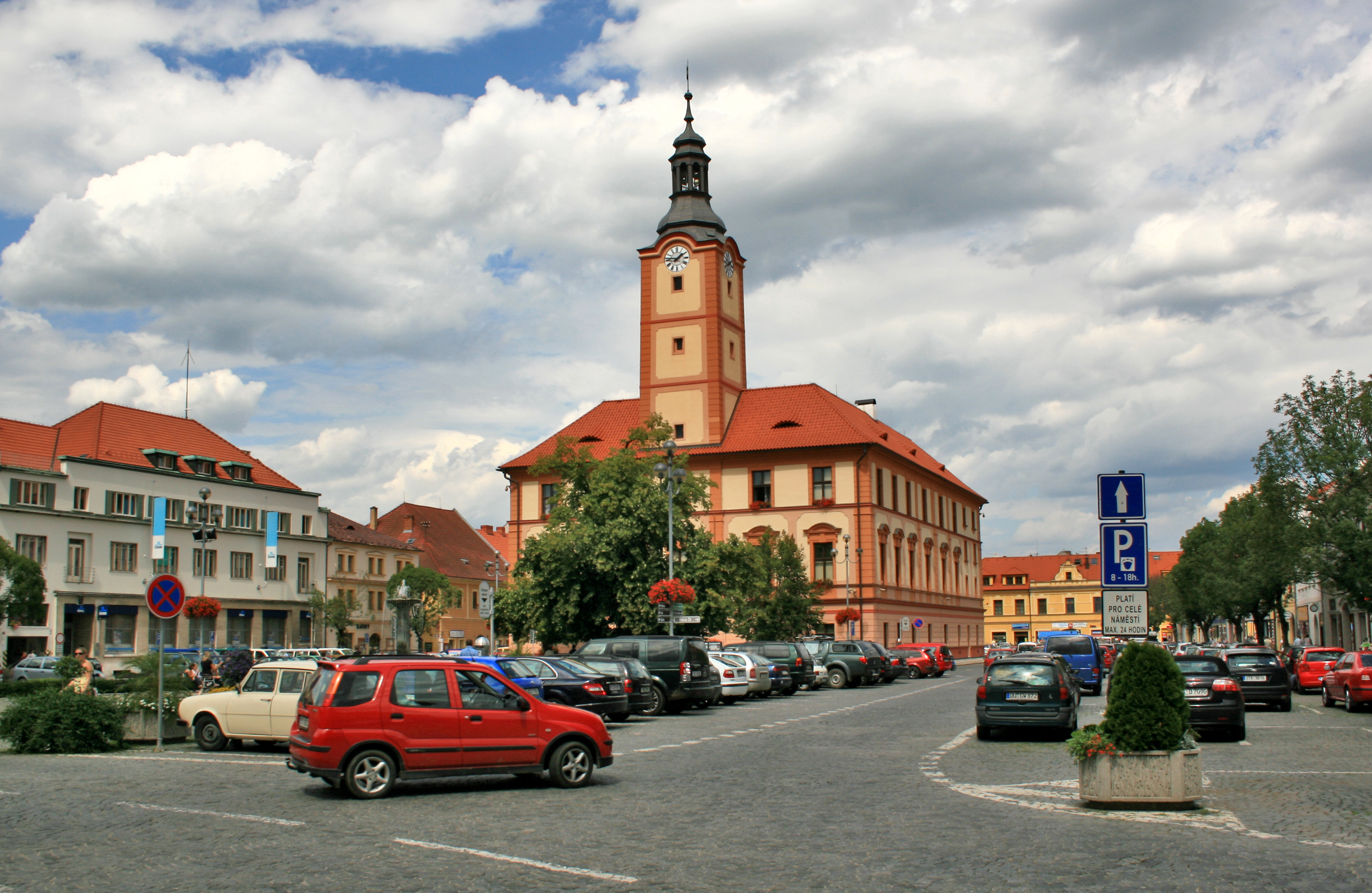
Radnice
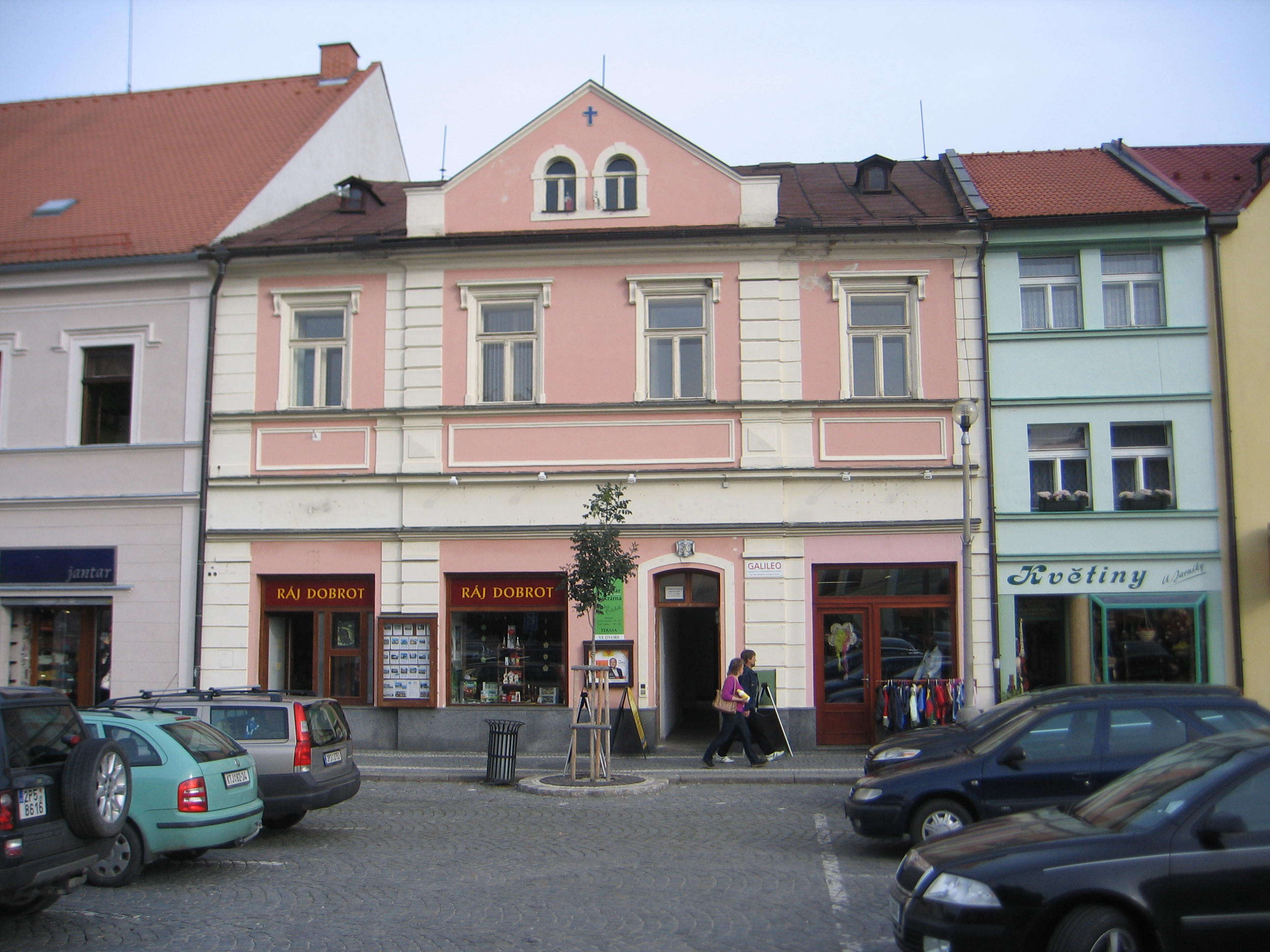
Náměstí Svobody čp. 36, pasáž U purkmistra